# SanSan Festival
El SanSan Festival es un festival de música indie, pop y rock nacional, aunque también cuenta con la presencia, en menor medida, de grupos internacionales. Con siete ediciones a sus espaldas, tiene lugar en la población de Benicasim cada Semana Santa, aunque las tres primeras ediciones se llevaron a cabo en Gandía. El festival, que ha llegado a tener una asistencia de hasta sesenta mil personas, cuenta con tres escenarios distintos y una carpa de DJ’s, además de una gran oferta gastronómica a través de food trucks y zonas de descanso.

## Historia

### 2014-2016
El SanSan nació en Gandía, en esta ciudad costera de la Comunidad Valenciana se celebraron las tres primeras ediciones. No obstante, en 2016 su director, Santiago Álvarez, se planteó abandonar dicho municipio. El motivo principal para esta decisión fueron los desacuerdos entre el director del festival y el Ayuntamiento de Gandía. Álvarez llegó a acusar al gobierno de estafa, impago e incumplimiento de promesas, entre otros delitos, mientras que este último planteó denunciar a Álvarez por dichas acusaciones. Las quejas de los vecinos por el ruido fue otra de las apremiantes razones para el traslado a otra ciudad.

### 2017-Actualidad
A partir de 2017, el Ayuntamiento de Benicasim acogió con los brazos abiertos al festival, un acuerdo que benefició tanto al festival, pues necesitaba un lugar en el que poder asentarse para ir creciendo año tras año, como a la población, esta crearía a partir de entonces un mayor número de empleo y de turismo en Pascua.
Desde entonces, el SanSan comparte escenario con festivales de gran renombre a nivel nacional, como el Festival Internacional de Benicasim y el Rototom Sunsplash, ya que también tienen sede en este municipio. Otra de las razones por las que Benicasim se considera promotor de festivales, es que los empadronados en este pueblo pueden optar a un descuento para las entradas del festival.
En 2018, Sonde3 Producciones, una empresa dedicada a la organización de giras de artistas, eventos y festivales, compró el festival, pasando a ser el director Roberto Recuerdo.

## Cancelaciones

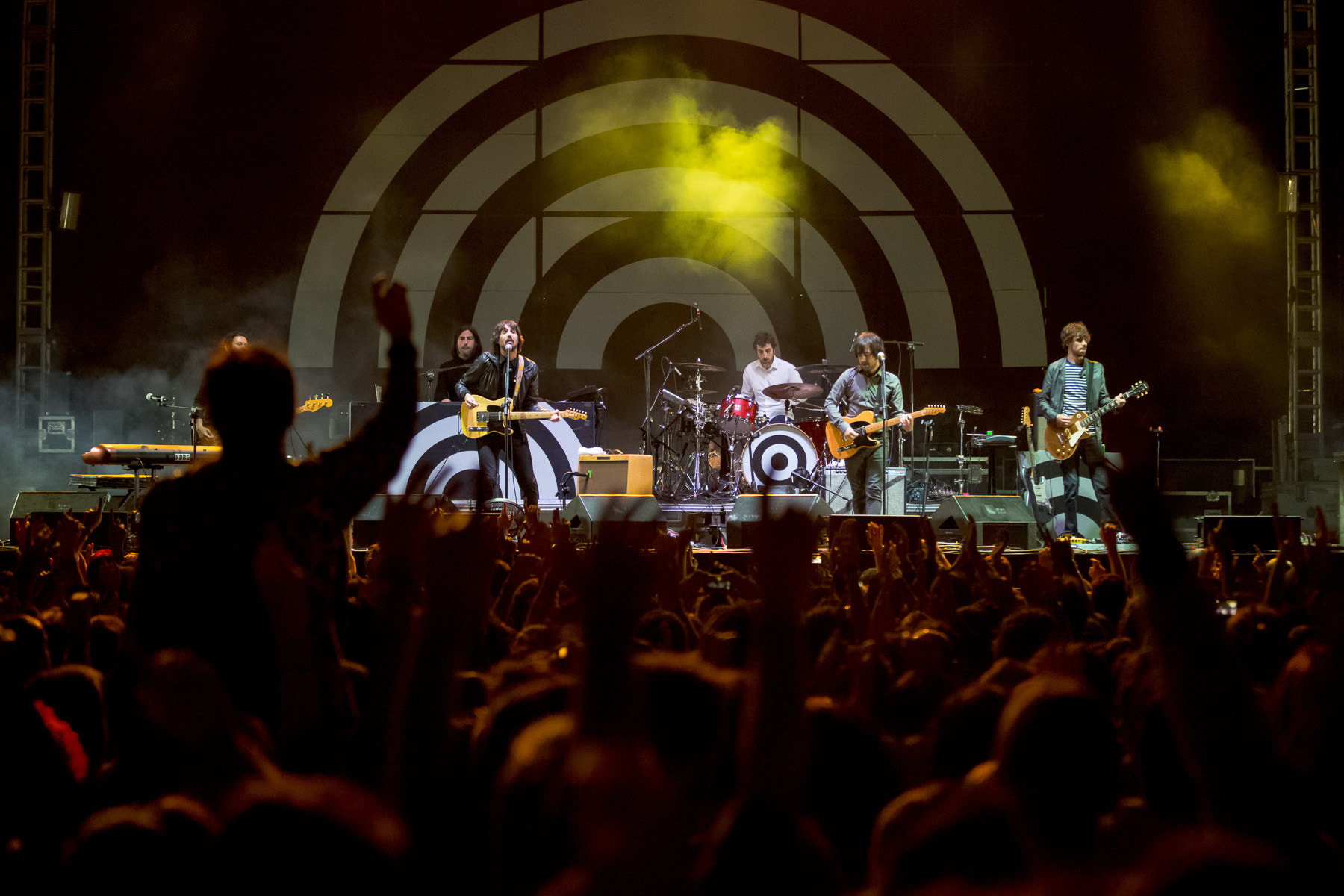
Actuación de Lori Meyers

### Condiciones meteorológicas
En el año 2019, el festival se canceló a causa de que las condiciones climáticas suponían un peligro tanto para los asistentes como para los artistas. Fue una decisión acordada por el Ayuntamiento de Benicasim, junto a la Policía Local y otros cuerpos de seguridad. La organización del festival se comprometió a reembolsar a los asistentes el dinero invertido en la entrada, y el Ayuntamiento, en su caso, realojó a 150 personas, que se encontraban en el cámping, a un colegio, ya que la cancelación se llevó a cabo el mismo día del comienzo del festival.

### COVID-19
Un año después, con la irrupción de la pandemia de coronavirus y la implantación de la cuarentena, el festival se canceló de nuevo, como todo tipo de actividad social. En 2021, la situación mejoró, y en vez de cancelarlo un año más se pudo retrasar la fecha de celebración al mes de octubre. Después de dos ediciones pasadas sin poder disfrutar, esta nueva fecha le ayudó además al municipio de Benicasim a desestacionalizar el turismo, pues este se encuentra centrado en los meses de verano. Esta edición fue uno de los primeros eventos multitudinarios que tuvieron lugar en la Comunidad Valenciana tras la pandemia. Los asistentes tenían que cumplir con ciertas restricciones para acceder al festival, estas consistieron en tener pauta completa de vacunación o, en caso contrario, traer consigo un resultado negativo en COVID, realizado bien con una PCR o con una prueba de antígenos. La obligación de llevar mascarilla y la disminución del aforo al cuarenta por ciento fueron medidas tomadas por los organizadores para garantizar la seguridad en el recinto.

## Line-up

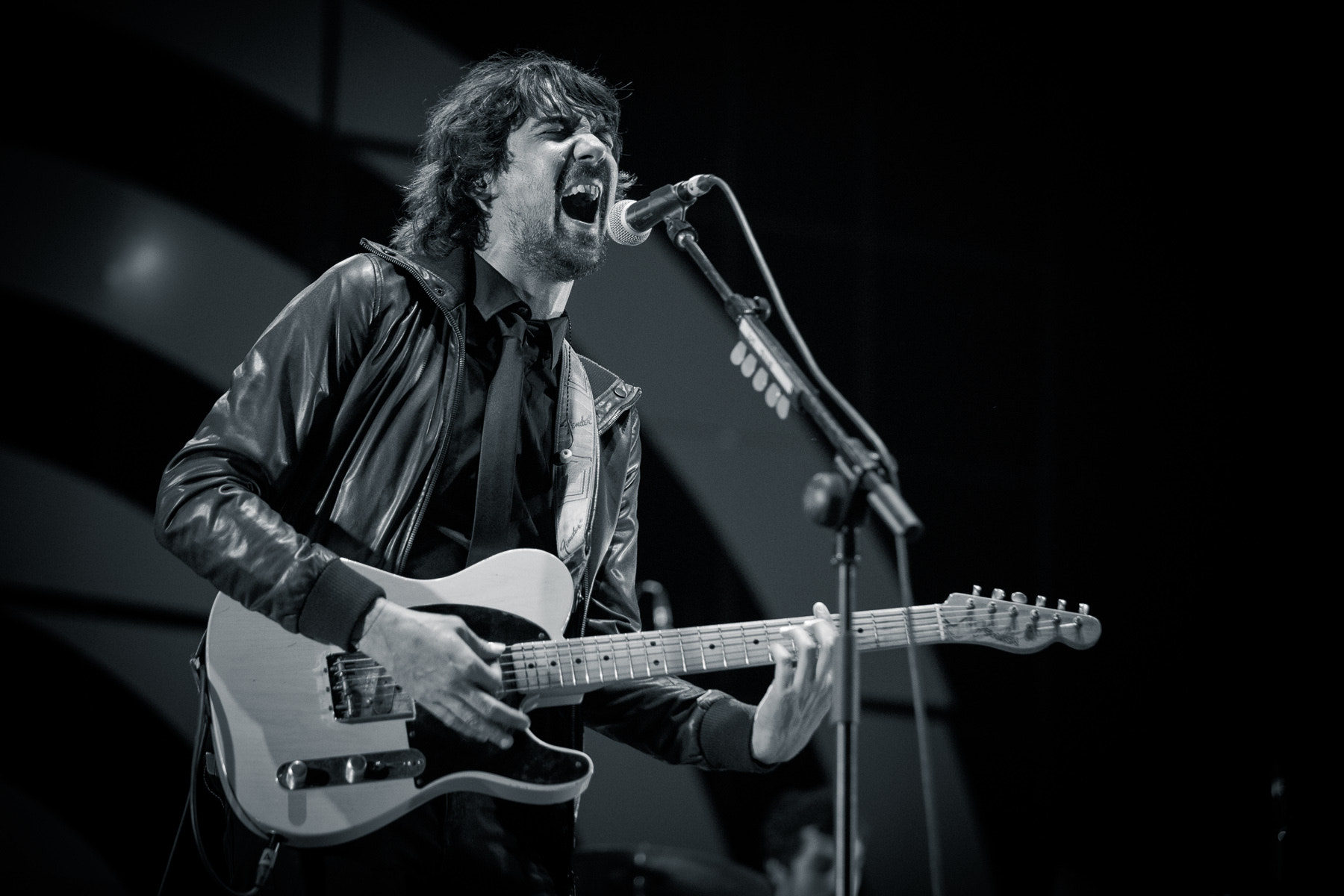
Vocalista de Lori Meyers

En el festival han llegado a actuar artistas de tal fama como Los Del Río, quienes nunca antes habían actuado en uno y el SanSan les brindó la oportunidad de hacerlo en 2017. Ese mismo año actuó Leiva, quien ya es todo un asiduo del festival, pues actuó en otras ediciones como la de 2021 y lo volverá a hacer en la de 2023. Love of Lesbian, Miss Caffeina o Lori Meyers son otros de los grupos que han vuelto al SanSan en diversas ocasiones.
Este festival encuentra un equilibrio entre artistas de renombre y grupos menos conocidos como, por ejemplo, Karavana, grupo español que, con tan solo un disco a sus espaldas, actuó en 2021. Los organizadores hasta juegan con la intriga proponiendo en el cartel un artista sorpresa, como lo hicieron ese mismo año, cuya identidad no revelaron hasta un mes antes del festival. 
Las actuaciones de la edición pasada corrieron a manos de diversos cantantes nacionales, como Dani Martín o Rozalén, pasando por voces pertenecientes al mundo del rap, como KaseO Jazz Magnetism, del panorama internacional como Chef’Special, un grupo holandés de indie-pop, y hasta DJ’s de fama mundial, como Steve Aoki, un cartel muy heterogéneo.
En algunas ediciones, el festival ha llegado a durar cuatro días, como en 2016 y 2017, aunque por lo general su duración es de tres días, comenzando en su mayoría el Jueves Santo.

### Groc Talent
El SanSan también promueve el talento de la provincia y sirve de trampolín para que grupos de aficionados se den a conocer, ya que, por primera vez en 2020, se unieron al concurso Groc Talent, creado por el Villareal CF. El ganador de este concurso, en el que participan grupos no profesionales de la localidad, tiene la oportunidad de tocar en directo en dicho festival. La selección de los ganadores se lleva a cabo en dos fases: de entre todos los presentados, un jurado escoge diez de ellos y, en la segunda fase, son los ciudadanos quienes votan por el ganador. El vencedor de la última edición fue Valiente Bosque. 

## Ediciones
| Año  | Fecha                    | Lugar                            | Cabezas de cartel |
| ---- | ------------------------ | -------------------------------- | --- |
| 2014 | 17,18 y 19 de abril      | Wonderwall Music Resort, Gandía  | Amaral, Lori Meyers, Love of Lesbian, Carlos Sadness, Fuel Fandango, Iván Ferreiro, Izal                                    |
| 2015 | 2, 3, 4 y 5 de abril     | Wonderwall Music Resort, Gandía  | Kakkmaddafakka, Supersubmarina, Izal, La Pegatina, Dorian, Kiko Veneno, Sidonie, Carlos Sadness, Dorian, La Habitación Roja |
| 2016 | 24, 25, 26 y 27 de marzo | Falkata Sundown Gandia, Gandia   | Fangoria, Izal, Loquillo, Supersubmarina, La Habitación Roja, Plan B, Carlos Sadness                                        |
| 2017 | 13,14, 15 y 17 de abril  | Recinto de Festivales, Benicasim | Kaiser Chiefs, Leiva, Los Del Río, M Clan, Miss Cafeina, La Raíz, Coque Malla, Prides                                       |
| 2018 | 29, 30 y 31 de marzo     | Recinto de Festivales, Benicasim | Lori Meyers, The Royal Concept, Iván Ferreiro, La M.O.D.A, Sidonie                                                          |
| 2019 | Finalmente cancelada     | Finalmente cancelada             | Finalmente cancelada |
| 2020 | Finalmente aplazada      | Finalmente aplazada              | Finalmente aplazada |
| 2021 | 29, 30 y 31 de octubre   | Recinto de Festivales, Benicasim | Vetusta Morla, Amaral, Love of Lesbian, Dorian, Leiva, La M.O.D.A, Xoel López, Varry Brava                                  |
| 2022 | 14,15 y 16 de abril      | Recinto de Festivales, Benicasim | Dani Martín, Rozalén, Crystal Fighters, Steve Aoki, Chef’special, KaseO Jazz Magnetism, 2manydjs                            |
| 2023 | 6, 7 y 8 de abril        | Recinto de Festivales, Benicasim | Love of Lesbian, Zahara, Phoenix, Guitarricadelafuente, Leiva, Milky Chance                                                 |
| 2024 | 28, 29 y 30 de marzo     | Recinto de Festivales, Benicasim | Amaral, Arde Bogotá, Two Door Cinema Club, Vetusta Morla, Viva Suecia, Álvaro de Luna y Ángel Stanich                       |